# Yanga (kommun)
Yanga är en kommun i Mexiko.   Den ligger i delstaten Veracruz, i den sydöstra delen av landet, 250 km öster om huvudstaden Mexico City.
Följande samhällen finns i Yanga:
- Yanga
- General Juan José Baz
- General Alatriste
- Los Mangos
- General Francisco Paz
- Adolfo López Mateos
- La Loma de Guadalupe
- San Francisco de las Mesillas
- El Pochote
- San Rafael
- La Laguna
- La Totonquera